# Golgota Gospel Kórus
A Golgota Keresztény Gyülekezet budapesti központja 2002 óta üzemelteti a Golgota Gospel Kórus együttesét.
Az Ez az a nap! keresztény koncertszervező iroda 2012-es műsorán lépett közönség elé. Ezek a felvételek elérhetőek a YouTube-on.
Nincs felvételi vizsga. Jelenleg (2016) mintegy 130 énekes és 5 hangszeres kísérő alkotja. Szívesen együttműködnek más együttesekkel. Főként magyar nyelven dalolnak.